# El Encanto, Tapachula
El Encanto är en ort i Mexiko.   Den ligger i kommunen Tapachula och delstaten Chiapas, i den sydöstra delen av landet, 900 km sydost om huvudstaden Mexico City. El Encanto ligger 300 meter över havet och antalet invånare är 264.
Terrängen runt El Encanto är platt söderut, men norrut är den kuperad. Runt El Encanto är det tätbefolkat, med 397 invånare per kvadratkilometer. Närmaste större samhälle är Tapachula, 5,9 km söder om El Encanto. I omgivningarna runt El Encanto växer huvudsakligen savannskog.